# پل برگ
پل برگ (به انگلیسی: Paul Berg) (زادهٔ ۳۰ ژوئن ۱۹۲۶ – درگذشتهٔ ۱۵ فوریه ۲۰۲۳) دانشمند آمریکایی زیست‌شیمی و استاد بازنشستهٔ دانشگاه استنفورد بود. در سال ۱۹۸۰ وی توانست نیمی از جایزهٔ نوبل شیمی را از آن خود کند. والتر گیلبرت و فردریک سنگر دانشمندان دیگری بودند که توانستند نیم دیگر این جایزه را بدست آورند. برگ این جایزه را برای تحقیقات پایه‌ای اش در زمینهٔ بیوشیمی اسیدهای نوکلئیک بویژه نوترکیب DNA دریافت کرد.
برگ دوران آموزش دانشگاهی خود را در دانشگاه ایالتی پنسیلوانیا گذراند و در آنجا بود که به سمت گرایش زیست‌شیمی رفت. او در سال ۱۹۵۲ مدرک دکتری خود در زمینهٔ بیوشیمی را از دانشگاه کیس وسترن رزرو دریافت کرد.
برگ در سال ۱۹۶۶ به عنوان یکی از اعضای آکادمی هنر و دانش آمریکا برگزیده شد. در سال ۱۹۸۳ رونالد ریگان نشان ملی دانش را به او داد و در سال ۱۹۸۶ نشان پزشکی کتابخانهٔ ملی را دریافت کرد. برگ در سال ۲۰۰۶ نشان کارل ساگان را برای همگانی کردن دانش از سوی واندرفست (Wonderfest) دریافت کرد.